# Cementerio chino de Manila
El Cementerio chino de Manila (en inglés: Manila Chinese Cemetery; en chino: 華僑義山) es el segundo cementerio más antiguo de Manila después del Cementerio de La Loma, fue designado como lugar de descanso para los ciudadanos chinos a quienes se les negó el entierro en cementerios católicos durante el período colonial español. El cementerio fue testigo de muchas ejecuciones durante la Segunda Guerra Mundial. Entre ellos estaba la joven Scouts Josefa Llanes Escoda, los genios literarios Rafael Roces y Manuel Arguilla, el atleta convertido en guerrillero espía Virgilio Lobregat, y el Cónsul General de China Yang Guangsheng. Apolinario Mabini también fue enterrado en el cementerio antes de que sus restos fueron trasladados a Batangas.
Construido en la década de 1850, este es el templo chino más antiguo de Manila. Aunque no es tan complejo, la arquitectura sigue siendo una reminiscencia de la provincia de Fujian, así como los de Singapur y Malasia, con sus coloridos frisos y aleros únicamente hacia arriba.